# Fascia temporale
La fascia temporale è una lamina fibrosa che ricopre il muscolo temporale, estendendosi dalla linea temporale superiore all'arcata zigomatica.
Superiormente si presenta come una spessa lamina unica che si inserisce sulla linea temporale superiore: procedendo inferiormente si costituisce di una parte superiore sottile e una inferiore spessa, la quale a sua volta si divide in due strati: uno superficiale che va nel periostio della superficie esterna dell'arcata zigomatica, e uno profondo che va nel periostio della superficie interna dell'arcata zigomatica. Tra queste due lamine decorrono l'arteria temporale superficiale e la branca zigomatica del nervo mascellare.
Risulta parzialmente coperta dal muscolo auricolare anteriore, superiormente da parte della galea aponeurotica, anteriormente dalle fibre più laterali del muscolo orbicolare dell'occhio.